# Eugene Laverty

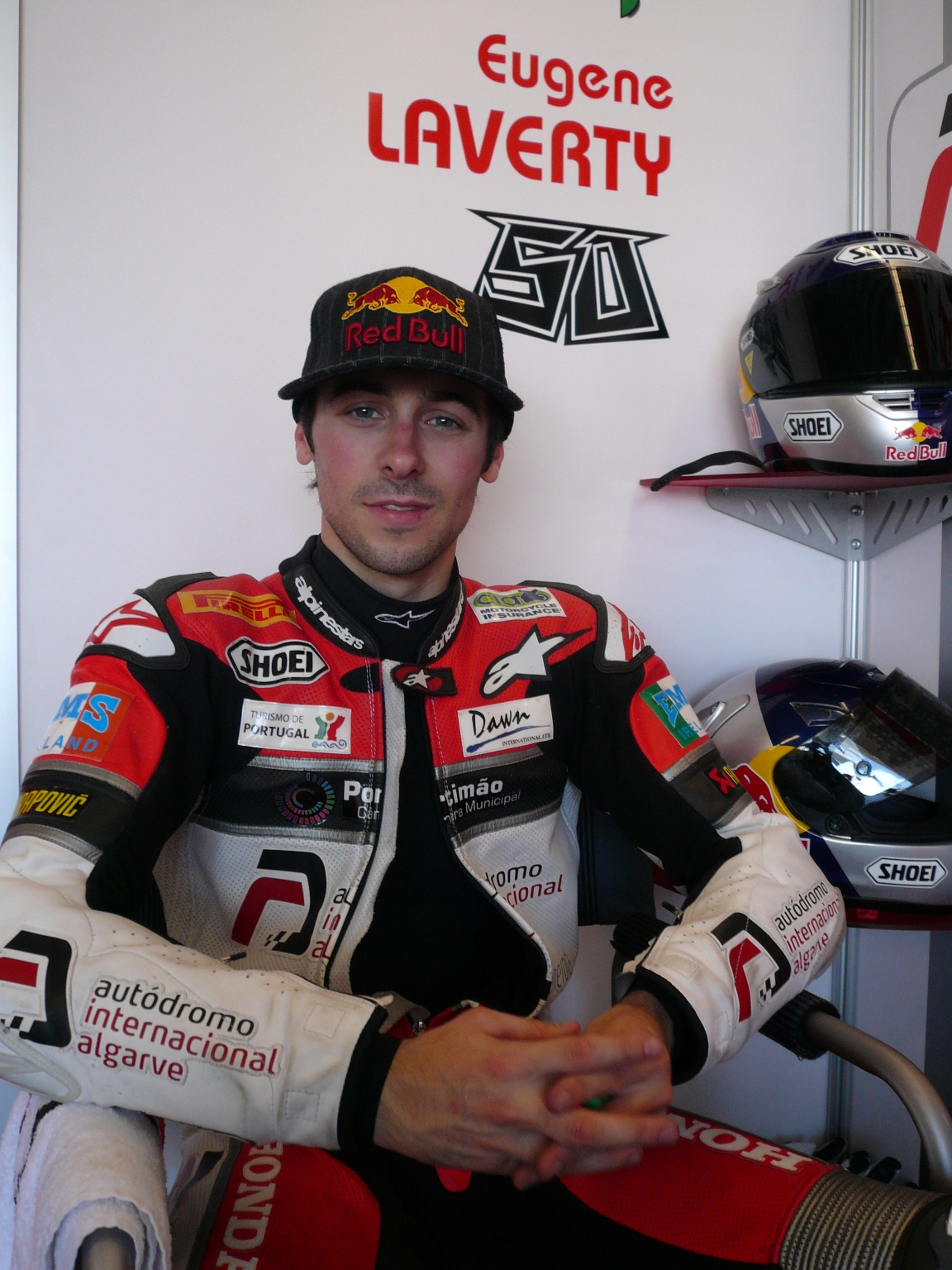
Eugene Laverty (2009)

Eugene Laverty (* 3. Juni 1986 in Toomebridge, Nordirland) ist ein ehemaliger britischer Motorradrennfahrer.
Seine älteren Brüder Michael (* 1981) und John (* 1982) sind ebenfalls aktive Motorradrennfahrer.

## Karriere
Laverty fuhr sein erstes Rennen 2001 auf dem Flugplatzkurs von Nutts Corner und gewann im selben Jahr sein erstes Rennen auf dem Mondello Park Circuit. 2007 und 2008 fuhr er zunächst für Honda, dann für Aprilia in der 250-cm³-Klasse in der Motorrad-Weltmeisterschaft und konnte mit einer Wildcard erstmals bei der Supersport-Weltmeisterschaft in Vallelunga einen Podestplatz erreichen. 2009 und 2010 trat er regulär in der Supersport-Weltmeisterschaft an, die er in diesen Jahren jeweils als Vizemeister abschloss, obwohl ihm im letzteren Jahr acht Siege gelangen.

### Superbike-Weltmeisterschaft
2011 trat er für das Yamaha World Superbike Team in der Superbike-Weltmeisterschaft an und konnte hier in seiner ersten Saison zwei Laufsiege einfahren. Nachdem sich das Yamaha-Werksteam zum Ende der Saison 2011 aus der Superbike-WM zurückzog, hat Laverty sich für die kommenden zwei Jahre im Aprilia-Werksteam verpflichtet.
In der Saison 2014 tritt er in der Superbike-Weltmeisterschaft für das Crescent-Suzuki-Team an.

## Statistik

### In der Motorrad-Weltmeisterschaft
| Saison | Klasse  | Team                   | Motorrad | Rennen | Siege | Podien | Poles | Punkte | Ergebnis |
| ------ | ------- | ---------------------- | -------- | ------ | ----- | ------ | ----- | ------ | -------- |
| 2004   | 125 cm³ | Red Bull Rookies Honda | Honda    | 1      | –     | –      | –     | 0      | –        |
| 2007   | 250 cm³ | Honda LCR              | Honda    | 17     | –     | –      | –     | 6      | 25.      |
| 2008   | 250 cm³ | Blusens Aprilia        | Aprilia  | 12     | –     | –      | –     | 8      | 21.      |
| 2015   | MotoGP  | Aspar MotoGP Team      | Honda    | 18     | –     | –      | –     | 9      | 22.      |
| 2016   | MotoGP  | Pull & Bear Aspar Team | Ducati   | 18     | –     | –      | –     | 77     | 13.      |
| Gesamt | Gesamt  | Gesamt                 | Gesamt   | 66     | 0     | 0      | 0     | 100    |          |

### In der Supersport-Weltmeisterschaft
| Saison | Team                    | Motorrad       | Rennen | Siege | Zweiter | Dritter | Poles | Schn. Runden | Punkte | Ergebnis |
| ------ | ----------------------- | -------------- | ------ | ----- | ------- | ------- | ----- | ------------ | ------ | -------- |
| 2008   | Yamaha World Supersport | Yamaha YZF-R6  | 2      | –     | –       | 1       | –     | –            | 20     | 21.      |
| 2009   | Parkalgar Honda         | Honda CBR600RR | 14     | 4     | 4       | –       | 1     | 1            | 236    | 2.       |
| 2010   | Parkalgar Honda         | Honda CBR600RR | 13     | 8     | 1       | 1       | 5     | 5            | 252    | 2.       |
| Gesamt | Gesamt                  | Gesamt         | 29     | 12    | 5       | 3       | 6     | 6            | 508    |          |

### In der Superbike-Weltmeisterschaft
(Stand: Saisonende 2022)
| Saison | Team                        | Motorrad             | Rennen | Siege | Zweiter | Dritter | Poles | Schn. Runden | Punkte | Ergebnis |
| ------ | --------------------------- | -------------------- | ------ | ----- | ------- | ------- | ----- | ------------ | ------ | -------- |
| 2011   | Yamaha World Superbike Team | Yamaha YZF-R1        | 26     | 2     | 3       | 1       | –     | –            | 303    | 4.       |
| 2012   | Aprilia Racing Team         | Aprilia RSV4 RF      | 27     | 1     | 3       | 2       | –     | 1            | 263,5  | 6.       |
| 2013   | Aprilia Racing Team         | Aprilia RSV4 RF      | 27     | 9     | 4       | 6       | 2     | 4            | 424    | 2.       |
| 2014   | Voltcom Crescent Suzuki     | Suzuki GSX-R1000     | 24     | 1     | –       | 1       | –     | –            | 161    | 10.      |
| 2017   | Milwaukee Aprilia           | Aprilia RSV4 RF      | 26     | –     | –       | –       | –     | –            | 157    | 10.      |
| 2018   | Milwaukee Aprilia           | Aprilia RSV4 RF      | 21     | –     | –       | 2       | 1     | –            | 158    | 8.       |
| 2019   | Team GoEleven               | Ducati Panigale V4 R | 24     | –     | –       | –       | –     | –            | 81     | 15.      |
| 2020   | BMW Motorrad WorldSBK Team  | BMW S 1000 RR        | 22     | –     | –       | –       | 1     | –            | 55     | 15.      |
| 2021   | RC Squadra Corse            | BMW M 1000 RR        | 19     | –     | –       | –       | –     | –            | 40     | 19.      |
| 2022   | Bonovo Action BMW           | BMW M 1000 RR        | 32     | –     | –       | –       | –     | –            | 36     | 16.      |
| Gesamt | Gesamt                      | Gesamt               | 248    | 13    | 10      | 12      | 4     | 5            | 1678,5 |          |

## Verweise